# 山鹿温泉鉄道
山鹿温泉鉄道（やまがおんせんてつどう）は、かつて熊本県鹿本郡植木町（現・熊本市）の植木駅と同県山鹿市の山鹿駅の間を通っていた鉄道路線、およびその運営事業者である。

## 概要
当初の名称を鹿本鉄道（かもとてつどう）と称した。温泉地（山鹿温泉）として知られる山鹿を通る唯一の鉄道路線であったが、開業間もなく昭和恐慌の影響を受け、さらに山鹿と熊本市を結ぶバス路線が相次いで開設されたこともあって営業面では終始振るわなかった。このため競合バス会社の買収等の手段で山鹿 - 熊本間にバス路線を開設し、鉄道は貨物輸送に重点を置いて旅客輸送を減量するなどの手段で収支の安定化を図ったが、バス部門は戦時中の交通統合により九州産業交通への譲渡を余儀なくされた。
戦後の1950年（昭和25年）12月に中型気動車を導入し、国鉄鹿児島本線への乗り入れ運行を開始して熊本への直通を実現したが、1957年（昭和32年）に水害により植木 - 植木町間の築堤が崩壊し、直通運行が不可能になった。植木町 - 山鹿間は復旧したものの、植木 - 植木町間は復旧を断念し休止し、バス代行輸送とした。
二度の水害による打撃もあったことに加え、熊本 - 山鹿間のバス路線に比し著しく利便性を欠いて鉄道の利用は低下、末期的な経営状態となったことから、1960年（昭和35年）に全区間が休止、1965年（昭和40年）に廃止された。

### 路線データ
- 路線距離（営業キロ）：20.3km
- 軌間：1067mm
- 駅数：17駅（起終点駅含む）
- 複線区間：なし（全線単線）
- 電化区間：なし（全線非電化）
- 閉塞方式：

## 運行形態
1953年（昭和28年）6月15日当時
- 運行本数：日11往復（6時 - 21時台）、うち熊本発着4往復
- 所要時間：全線約45分（自社線内）

1956年（昭和31年）5月2日当時
- 運行本数：日13往復（6時 - 21時台）、うち熊本発着4往復
- 所要時間：全線41分（自社線内）

## 歴史

### 年表
- 1915年（大正4年）11月28日[5] 鹿本軌道の名で会社設立[6]
- 1916年（大正5年）
  - 3月24日 大日本軌道より軌道特許（熊本市西唐人町-鹿本郡山鹿町間[7]）譲受[8][9]
  - 12月10日 軽便鉄道法に準拠し鹿本鉄道に社名変更
  - 12月14日 鉄道免許状下付（鹿本郡桜井町-同郡山鹿町間）[10]
- 1917年（大正6年）
  - 3月8日 軌道特許失効[11]
  - 12月22日 植木 - 肥後豊田間を開業[12]
- 1918年（大正7年）12月26日 肥後豊田 - 宮原間を開業[13]
- 1921年（大正10年）12月2日 宮原 - 来民間を開業[14]
- 1922年（大正11年）5月10日 鉄道免許状下付（鹿本郡山鹿町-同郡三岳村間）[15]
- 1923年（大正12年）12月31日 来民 - 山鹿間を開業[16]
- 1927年（昭和2年）12月23日 ガソリン動力併用認可。翌年より気動車を導入
- 1928年（昭和3年）
  - 長浦（植木町） - 熊本間連絡バスの運行を開始[17]
  - 8月15日 肥後大本駅、肥後大道駅を開業
- 1930年（昭和5年）7月18日 鉄道免許失効（1922年5月10日免許鹿本郡山鹿町-同郡三岳村間 指定ノ期限マテニ工事ニ着手セサルタメ）[18]
- 1932年（昭和7年） バス事業を一時廃止[19]
- 1933年（昭和8年）
  - 7月24日 バス事業を再開。シボレーバス20台を導入し、沿線各地から熊本市内直通便を運行[19][20]
  - 8月 肥後大本駅を休止
- 1935年（昭和10年） 郵便専用自動車を導入し、郵便物の輸送を鉄道から自動車に転換[21]
- 1936年（昭和11年） 熊本市中心部の花畑町にバス待合所を設置[19]
- 1937年（昭和12年）4月 肥後大道駅・肥後大本駅を廃止
- 1940年（昭和15年） 郵便物の輸送を再び自動車から鉄道に転換。有蓋緩急車2両に郵便室を設置[21]
- 1943年（昭和18年）10月26日 バス事業を九州産業交通に譲渡
- 1949年（昭和24年）7月30日 平島を平島温泉に改称
- 1950年（昭和25年）12月 ディーゼル動車2両を導入。熊本直通運転を開始
- 1952年（昭和27年）
  - 6月4日 社名を山鹿温泉鉄道に改称
  - 8月 肥後大道駅を復活
- 1953年（昭和28年）6月26日 集中豪雨（熊本6.26大水害）により被害を受け、約4か月間不通
- 1954年（昭和29年）6月1日 肥後大本駅を今藤駅として復活
- 1955年（昭和30年）4月1日 一ツ木駅・舟島駅・伊知坊駅・奥永駅・白石駅を開業
- 1957年（昭和32年）7月26日 集中豪雨により被害を受ける。植木 - 植木町間では築堤が崩壊し復旧不可能となり休止（植木町 - 山鹿間は約1か月後に復旧）
- 1960年（昭和35年）12月1日 全線休止[3]
- 1965年（昭和40年）2月4日 全線廃止

### 鉄道廃止後の経過
鉄道廃止に伴い、1965年（昭和40年）2月に社名を鹿鉄バス株式会社に改称し、貸切バス事業者となった。その後1971年（昭和46年）に至って貸切バス事業を縁故会社の鹿鉄停車場株式会社に移管。一時解散手続きに移行したが後に中止して、線路跡地への自転車道（熊本県道。後述）建設のための用地保全を目的とする法人となり、1974年（昭和49年）に山鹿自転車道株式会社に改称。1992年（平成4年）の自転車道完成後は駅跡の用地での駐輪場運営などを行っていたが、2017年（平成29年）6月27日には清算結了により法人が消滅している。
鹿鉄停車場株式会社は、鉄道廃止・事業整理に伴って必要となった資金の調達などを行うことを目的に1960年（昭和35年）11月に設立された法人で、鉄道廃止後は山鹿駅の用地を取得して自動車教習所を設置し、運営を行うこととなった。1971年（昭和46年）には鹿鉄バス（株）から貸切バス事業の移管を受け、鹿鉄交通株式会社に改称した。自動車教習所・貸切バス事業とも1992年（平成4年）の時点では健在であったが、その後いずれの事業も廃止となる。なお、法人そのものは2017年（平成29年）7月に商号を株式会社スプリングバックに変更し、2021年（令和3年）現在も不動産管理会社として存続している。

## 駅一覧
- 全駅熊本県に所在。
- 接続路線の事業者名・所在地の自治体名は当線廃止時点のもの。植木町は2010年（平成22年）に熊本市の一部、鹿央町・鹿本町は2005年（平成17年）に山鹿市の一部となった。

| 駅名       | よみ             | 駅間キロ | 累計キロ | 開業日         | 接続路線・備考                                                      | 所在地       |
| ---------- | ---------------- | -------- | -------- | -------------- | ------------------------------------------------------------------- | ------------ |
| 植木駅     | うえき           | -        | 0.0      | 1917年12月22日 | 日本国有鉄道：鹿児島本線                                            | 鹿本郡植木町 |
| 植木町駅   | うえきまち       | 2.1      | 2.1      | 1917年12月22日 | 旧駅名：長浦（ながうら） 1949年7月30日変更                          | 鹿本郡植木町 |
| 一ツ木駅   | ひとつぎ         | 1.2      | 3.3      | 1955年4月1日   |                                                                     | 鹿本郡植木町 |
| 今古閑駅   | いまこが         | 1.2      | 4.5      | 1955年4月1日   |                                                                     | 鹿本郡植木町 |
| 山本橋駅   | やまもとばし     | 1.3      | 5.8      | 1917年12月22日 |                                                                     | 鹿本郡植木町 |
| 今藤駅     | いまふじ         | 2.1      | 7.9      | 1928年8月      | 旧駅名：肥後大本（ひごおおもと） （1937年4月廃止） 1954年6月1日復活 | 鹿本郡植木町 |
| 肥後豊田駅 | ひごとよだ       | 1.1      | 9.0      | 1917年12月22日 |                                                                     | 鹿本郡植木町 |
| 舟島駅     | ふなじま         | 0.8      | 9.8      | 1955年4月1日   |                                                                     | 鹿本郡植木町 |
| 伊知坊駅   | いちぼう         | 0.7      | 10.5     | 1955年4月1日   |                                                                     | 鹿本郡植木町 |
| 平島温泉駅 | ひらしまおんせん | 0.4      | 10.9     | 1918年12月26日 | 旧駅名：平島（ひらしま） 1949年7月30日変更                          | 鹿本郡植木町 |
| 山城駅     | やましろ         | 0.8      | 11.7     | 1955年4月1日   |                                                                     | 鹿本郡植木町 |
| 宮原駅     | みやばる         | 1.2      | 12.9     | 1918年12月26日 |                                                                     | 鹿本郡植木町 |
| 奥永駅     | おくなが         | 0.6      | 13.5     | 1955年4月1日   |                                                                     | 鹿本郡鹿央町 |
| 分田駅     | ぶんだ           | 1.2      | 14.7     | 1921年12月1日  |                                                                     | 鹿本郡鹿本町 |
| 来民駅     | くたみ           | 1.6      | 16.3     | 1921年12月1日  |                                                                     | 鹿本郡鹿本町 |
| 肥後白石駅 | ひごしらいし     | 1.9      | 18.2     | 1955年4月1日   |                                                                     | 山鹿市       |
| 肥後大道駅 | ひごだいどう     | 0.8      | 19.0     | 1928年8月      | 1937年4月廃止 1952年8月復活                                         | 山鹿市       |
| 山鹿駅     | やまが           | 1.3      | 20.3     | 1923年12月31日 |                                                                     | 山鹿市       |

- 廃止時、分田駅 - 来民駅間で山鹿市を通っていた。

## 輸送・収支実績
| 年度 | 輸送人員（人） | 貨物量（トン） | 営業収入（円） | 営業費（円） | 営業益金（円） | その他益金（円） | その他損金（円）    | 支払利子（円） | 政府補助金（円） |
| ---- | -------------- | -------------- | -------------- | ------------ | -------------- | ---------------- | ------------------- | -------------- | ---------------- |
| 1917 | 2,421          | 26             | 2,454          | 330          | 2,124          |                  | 雑損金2,660         |                |                  |
| 1918 | 211,774        | 9,831          | 30,476         | 19,794       | 10,682         |                  |                     | 6,029          | 8,197            |
| 1919 | 311,368        | 26,427         | 72,890         | 39,249       | 33,641         |                  | 雑損金1,000         | 10,590         |                  |
| 1920 | 343,245        | 37,270         | 109,058        | 50,367       | 58,691         |                  |                     | 13,240         |                  |
| 1921 | 317,752        | 32,320         | 109,601        | 77,035       | 32,566         |                  |                     |                |                  |
| 1922 | 307,738        | 40,677         | 120,876        | 97,079       | 23,797         |                  |                     |                |                  |
| 1923 | 317,941        | 42,143         | 124,604        | 102,436      | 22,168         |                  |                     | 23,852         | 36,678           |
| 1924 | 543,417        | 45,748         | 185,941        | 127,623      | 58,318         |                  | 293                 | 57,349         | 40,184           |
| 1925 | 509,985        | 51,385         | 189,974        | 112,378      | 77,596         |                  | 雑損1,482           | 54,628         | 29,196           |
| 1926 | 437,901        | 48,983         | 170,326        | 106,291      | 64,035         |                  | 雑損237             | 45,217         | 40,344           |
| 1927 | 390,962        | 46,127         | 159,657        | 89,878       | 69,779         |                  | 雑損94              | 42,024         | 43,431           |
| 1928 | 341,537        | 42,572         | 139,218        | 101,164      | 38,054         |                  | 自動車業903雑損358  | 38,177         | 47,479           |
| 1929 | 341,961        | 40,160         | 132,650        | 101,453      | 31,197         |                  | 自動車業1,987雑損91 | 35,668         | 44,127           |
| 1930 | 281,139        | 40,054         | 118,233        | 85,288       | 32,945         | 自動車業271      | 雑損860             | 32,066         | 44,156           |
| 1931 | 241,153        | 37,529         | 104,873        | 76,213       | 28,660         | 自動車業1,962    | 雑損3,877           | 27,901         | 42,142           |
| 1932 | 183,001        | 34,408         | 73,022         | 63,253       | 9,769          |                  | 雑損8自動車3,415    | 22,801         | 16,437           |
| 1933 | 153,601        | 35,585         | 63,419         | 55,663       | 7,756          | 自動車業8,061    |                     | 18,703         |                  |
| 1934 | 70,010         | 37,963         | 56,443         | 27,207       | 29,236         |                  | 雑損2自動車業9,998  | 17,990         |                  |
| 1935 | 87,896         | 41,047         | 64,885         | 36,963       | 27,922         | 自動車業8,773    | 雑損2               | 16,722         |                  |
| 1936 | 82,622         | 40,456         | 60,627         | 34,007       | 26,620         | 自動車業9,603    | 償却金18,267        | 13,833         |                  |
| 1937 | 92,262         | 41,476         | 61,211         | 39,856       | 21,355         | 自動車業11,079   | 雑損372             | 13,348         |                  |
| 1939 | 231,416        | 48,460         |                |              |                |                  |                     |                |                  |
| 1941 | 401,448        | 69,084         |                |              |                |                  |                     |                |                  |
| 1943 | 444,189        | 74,209         |                |              |                |                  |                     |                |                  |
| 1945 | 1,012,538      | 41,127         |                |              |                |                  |                     |                |                  |
| 1949 | 706,396        | 76,088         |                |              |                |                  |                     |                |                  |
| 1952 | 749,754        | 39,112         |                |              |                |                  |                     |                |                  |
| 1958 | 450千          | -              |                |              |                |                  |                     |                |                  |

- 鉄道院鉄道統計資料、鉄道省鉄道統計資料、鉄道統計資料、鉄道統計、国有鉄道陸運統計、地方鉄道軌道統計年報、私鉄統計年報各年度版

## 車両
開業時に用意された車両は、蒸気機関車（大日本軌道鉄工部製のタンク機関車）2両と客車（岡部鉄工所（福岡）製のボギー客車）3両であった。1928年（昭和3年）にバスの台頭に対抗して合理化・列車増発のため気動車の導入を決定し、丸山車輌と梅鉢鐵工所（後の帝国車輌）で合計3両のガソリンカーを新造した。丸山製の2両は片運転台で一方のみ進行する単端式であり、日本の気動車としては初めて独立した郵袋置場を設置した車両であった。梅鉢製の1両は当時最先端の両運転台車だったが、フリクション変速機による動力伝達等に欠陥があり、早期に改修された。
気動車導入により列車増発が図られたが、これら3両はいずれも簡易な木造車であった上、日本の気動車史でも黎明期の車両ゆえに故障も多く、数年間のうちに全体の老朽化が進行して長期の使用に耐えられなくなった。同時期に旅客輸送はバス重視とする方針に転換し、1934年（昭和9年）12月には気動車列車が廃止され、旅客列車は蒸気機関車牽引列車4往復のみという大幅減便が実施された。不要となった気動車3両は1935年（昭和10年）に佐賀電気軌道に売却し、前後して客車3両をも熊延鉄道や南薩鉄道に売却してまで経営立て直しを図った。同年5月には当局からガソリン動力廃止認可を受けている。
戦後、再び内燃動力併用認可を得て国鉄キハ41500形類似の気動車2両を導入し、熊本乗り入れに充当した。並行する九州産交バスとの対抗上、極力運行本数を多くする必要があり、エンジン、車軸などに予備品を備えた上で常時2両使用の予備車なしという、異例の状態での国鉄直通運転が行われていた。
続いて、帝国車輌に当時のトレンドである正面2枚窓の湘南型スタイルを持つ大型気動車を発注したが、導入を前にして昭和28年西日本水害による甚大な被害を受け、導入をキャンセルせねばならなくなった。なお、注文流れとなった湘南型気動車は他の鉄道に引き取られ、有田鉄道キハ250および茨城交通ケハ401となった。
切羽詰まった山鹿温泉鉄道は、1955年（昭和30年）に大阪市交通局から中古ボンネットバスの払い下げを受け、これを改造した単端式気動車2両を導入するという奇策に出た。このバスは元々戦後の車両不足を補うため、進駐軍から放出されたGMCウェポンキャリア（軍用トラック）のシャーシにバスボディを架装した代物で、そのタイヤを鉄道用車輪に取り替えて文字通りのレールバスとしたものである（実車の側面窓下にも「レールバス」という表記がなされていた）。日本で自動車を一般旅客輸送用の気動車に改造した前例は、大正時代の試作車両や軽便鉄道などに少数例があったが、戦後ではデュアル・モード・ビークル（DMV）を除くと山鹿温泉鉄道がほぼ唯一の事例であり、末期の同社がいかに経営的に窮迫していたかを物語る事例とされる。しかし、1957年（昭和32年）の水害で熊本への連絡が絶たれ、植木町駅 - 山鹿駅間のみの運行では2両で十分となり、わずか2年で使用休止となってしまった。
同線で使用されていたコッペル製の蒸気機関車が現在、千葉県習志野市の袖ヶ浦東小学校に保存されている。同機は茨城交通茨城線で使用されていたのを一時期借用していたもので、車号は茨城鉄道時代が「3」、茨城交通時代が「14」。1951年（昭和26年）に川崎製鉄に移籍して「NUS2」となる。川鉄時代には蘇我駅から川崎製鉄千葉製鉄所の間の千葉専用線で資材を運ぶために使用されていたが、ディーゼル機関車に置き換えられ廃車された。

### 蒸気機関車
延べ8両が在籍。
3・4
1922年ドイツ・コッペル製。運転整備重量は28.5t、弁装置ワルシャート式、軸配置はC,動輪直径1000mmである。4は当社で最後に残った蒸気機関車であった。

### 気動車
キハ1・2
1951年10月17日付で竣功。新潟鐵工所製で、津軽鉄道キハ2402、2403とほぼ同型の車両である。自重約20 t、定員100名（うち座席定員52名）、機関はDA55Aを搭載していた。全線廃止まで在籍したのち、1965年8月から津軽鉄道で使用する予定で新潟鐵工所へ送られ、ステップ1段化改造がなされたが、結局現地へは送られず入籍もしなかった。

#### 車両数の推移
| 年度      | 機関車 | ガソリンカー | 客車 | 貨車 |
| --------- | ------ | ------------ | ---- | ---- |
| 1917-1922 | 2      |              | 3    | 5    |
| 1923-1927 | 4      |              | 5    | 8    |
| 1928-1934 | 4      | 3            | 5    | 8    |
| 1935      | 2      |              | 4    | 7    |
| 1936-1941 | 2      |              | 2    | 7    |
| 1942-1946 | 2      | 1            | 4    | 7    |
| 1947-1949 | 4      | 1            | 4    | 11   |
| 1950      | 2      | 2            | 4    | 11   |
| 1951-1954 | 2      | 2            | 2    | 9    |
| 1955      | 2      | 4            | 2    | 8    |

## 廃線跡の現況
廃線跡は県に譲渡され、自転車道（熊本県道330号熊本山鹿自転車道線、愛称名「ゆうかファミリーロード」）として整備された。なお、2000年の時点で植木町、肥後豊田と終点の山鹿の3駅の駅舎が残存していたが、2012年までに植木町、山鹿両駅は解体された。また、菊池川に架かっていた菊池川鉄橋（分田駅 - 来民駅間）の一部が、道の駅「水辺プラザかもと」の近くに移設保存されている。

## 未成線
1921年4月に山鹿町-三岳村間（約3哩）の延長敷設願いを提出した。構想では久留米（約24哩）までの延長でありその一部であった。1922年5月免許状が下付されたが山鹿までの建設で余裕がなく再三工事延長願いを出していたが、1930年7月失効となった。
未成線は山鹿駅から肥後八幡（杉）駅（八幡村、現在の山鹿市杉）を経て、寺島駅（三岳村、現在の山鹿市寺島）に至る経路が計画されていた。山鹿 - 肥後八幡間では、矢部川駅から南関町を経て隈府町を結ぶ東肥鉄道線との交差が予定されており、1923年（大正12年）には両社で協定が結ばれたが、いずれの路線も未成線となった。
寺島駅から先の具体的な駅の計画は見られないが、通過する地域として広見、高井川、小栗峠、上辺春、兼松、上妻、福島、広川、上津荒木、国分が挙げられており、現在の国道3号と似た区間を経て久留米駅に至る予定だった。